# Białykamień (gmina)
Białykamień (1941–44 Biały Kamień) – dawna gmina wiejska w powiecie złoczowskim województwa tarnopolskiego II Rzeczypospolitej. Siedzibą gminy był Białykamień.
Gminę utworzono 1 sierpnia 1934 r. w ramach reformy na podstawie ustawy scaleniowej z dotychczasowych gmin wiejskich: Bełzec, Białykamień, Bużek, Czeremosznia, Sobolówka obecnie Rozważ i Usznia.
Po II wojnie światowej obszar gminy został odłączony od Polski i włączony do Ukraińskiej SRR.